# HVGC-1
HVGC-1 est un amas globulaire situé à environ 16,5 Mpc (∼53,8 millions d'al) de la Terre dans la constellation de la Vierge. Il est le premier amas globulaire hypervéloce identifié. Découvert en 2014, il est admis qu'il provient de la galaxie elliptique supergéante Messier 87, une galaxie située dans l'amas de la Vierge. C'est l'un des milliers d'amas globulaires observés au sein de M87. Il s'agit du premier amas d'étoiles hypervéloce découvert à ce jour.

## Propriétés
On a observé que l'objet avait une vitesse jugée d'anormalement élevée, se terminant par une vitesse radiale déterminée de 1 026 ± 13 km/s. Par rapport à M87, sa vitesse d'éloignement a été déterminée entre 2 100 et 2 300 km/s. La vitesse de l'amas d'étoiles est si élevée qu'elle échappera également à la gravité l'amas de la Vierge.
On pense que la vitesse de l'amas provient de son éjection par le trou noir supermassif au centre de Messier 87 (M87*). Cela implique que l'amas se situait dans le centre de Messier 87 et que lors de son éjection, ses couches externes ont été arrachées avant que son noyau, vestige actuel de l'amas stellaire originel, ne soit éjecté avec une vélocité supérieure à la vitesse de libération de M87.